# Rolling ball sculpture

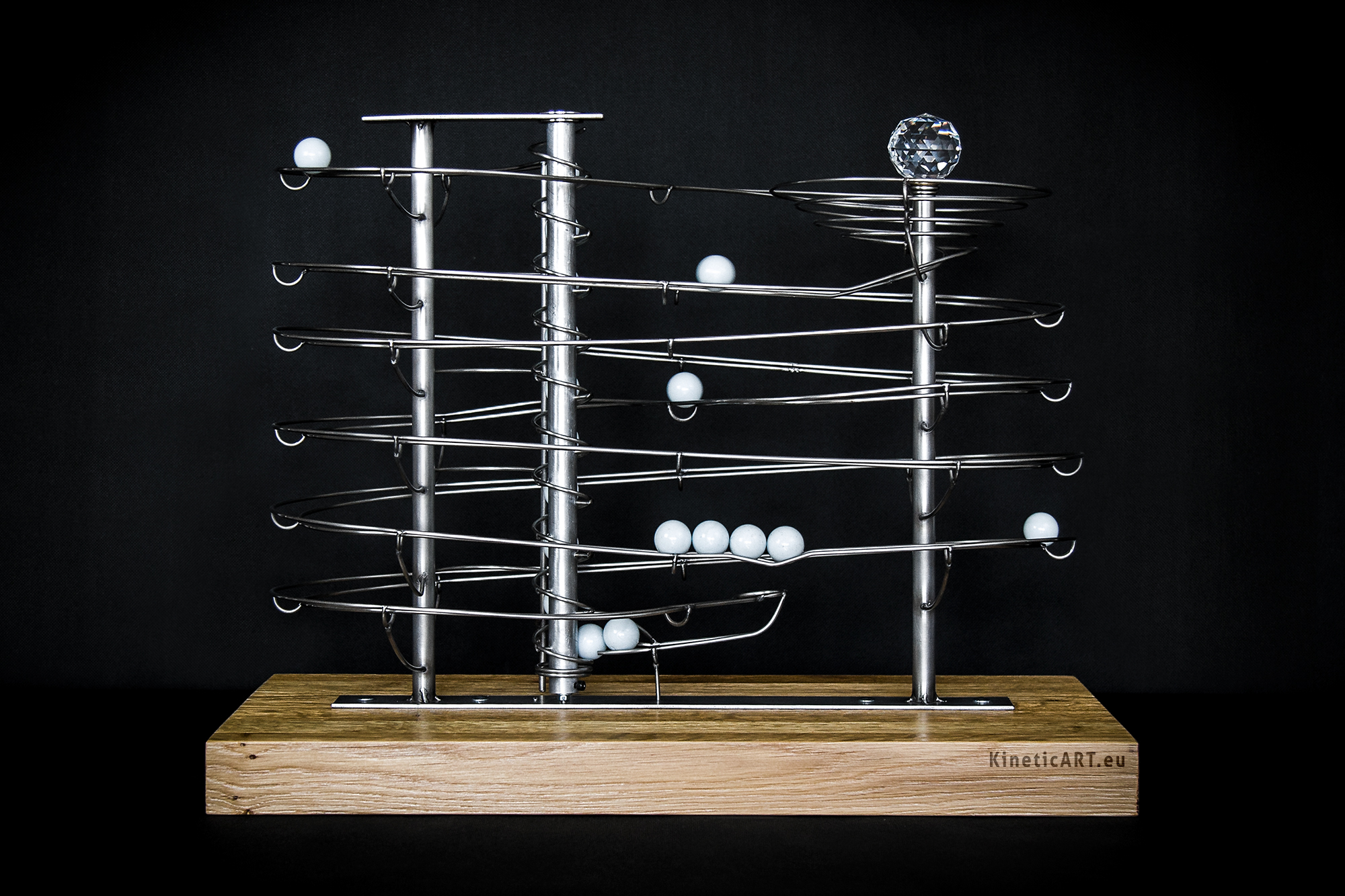
Rzeźba kinetyczna zaliczana do nurtu prac rolling ball sculpture

Rolling ball sculpture (nazywane również: rolling ball machine, marble machines, kinetic sculptures, kinetic machines, kinetic art, RBS) są formą sztuki kinetycznej. Rzeźby RBS są konstrukcjami, w których kula lub kule, poruszają się po wytyczonych torach wykorzystując siłę grawitacji i prawa fizyki. Zazwyczaj tory wykonane są z metalu, drewna lub tworzywa sztucznego natomiast kule są szklane, ceramiczne lub metalowe. Według Nicka Cartera rolling ball sculpture można zdefiniować jako mechanizm lub grupa mechanizmów uwzględniające walory artystyczne lub użyteczne, które wykorzystują ruch kuli lub kul po wytyczonych lub nie wyznaczonych ścieżkach w celu uruchomienia różnych efektów mechanizmu. Rzeźby kinetic art można spotkać w muzeach sztuki lub w galeriach. Coraz częściej jednak konstrukcje te przenikają do przestrzeni publiczne jako intrygujący element dekoracyjny.
RBS w całości lub ich elementy wykorzystywane są również do tworzenia mechanizmów zwanych Maszynami Rube’a Goldberga lub zegarów zwanych rolling ball clock.
Największą rzeźbą pod względem wysokości jest mierząca 22 metry konstrukcja „Energy Machine” powstała w Hong Kong Science Museum

## Wartość edukacyjna
Rzeźby RBS można również odnaleźć w muzeach nauki i centach edukacyjnych. Natomiast uproszczone konstrukcje kinetic machines lub ich elementy są wykorzystywane w centrach nauki jako różnorodne zabawy i gry dla dzieci, gdzie użytkownicy sami układają tory dla spadających kul. Aranżacje takie pomagają rozwijać zdolności przestrzenne, logicznego myślenia oraz są pomocne w obrazowaniu zasad fizyki.
Centra edukacyjne posiadające instalacje marble machines:
- Franklin Institute, Filadelfia, PA, USA[5]
- Kentucky Science Center – Louisville, KY, USA[6]
- Museum of Science in Boston, MA, USA[7]
- Hong Kong Science Museum[8], Chiny

## Rzeźby rolling ball sculpture w filmach
Najbardziej znaną produkcją, w której przedstawione były rzeźby RBS, jest film Słaby punkt (ang. Fracture) z roku 2007. Główny bohater, w rolę którego wcielił się Anthony Hopkins, hobbistycznie jest twórcą fenomenalnych instalacji kinetic art. W rzeczywistości rzeźby te zostały zaprojektowane przez holenderskiego artystę Marka Bischofa.

## Wybrani twórcy
- Mark Bischof(inne języki)
- George Rhoads(inne języki)
- Bruce Gray(inne języki)

Polski przedstawiciel:
- Arkadiusz Kamiński[9][10]